# Coleophora nemorum
Coleophora nemorum é uma espécie de mariposa do gênero Coleophora pertencente à família Coleophoridae.